# Colonia el Progreso, Veracruz
Colonia el Progreso är en ort i Mexiko.   Den ligger i kommunen Tezonapa och delstaten Veracruz, i den sydöstra delen av landet, 270 km öster om huvudstaden Mexico City. Colonia el Progreso ligger 107 meter över havet och antalet invånare är 208.
Terrängen runt Colonia el Progreso är varierad. Runt Colonia el Progreso är det ganska tätbefolkat, med 56 invånare per kvadratkilometer. Närmaste större samhälle är Cosolapa, 18,0 km norr om Colonia el Progreso. I omgivningarna runt Colonia el Progreso växer huvudsakligen savannskog.